# Flashback (Ghali)
Flashback è un singolo del rapper italiano Ghali, pubblicato l'11 novembre 2019 come primo estratto dal secondo album in studio DNA.

## Descrizione
Prodotto da Bijam Amir, il brano affronta svariate tematiche, passando dallo ius soli all'abbandono paterno fino alla violenza delle forze dell'ordine.

## Tracce
Testi di Ghali Amdouni, musiche di Bijan Amir.
1. Flashback – 3:38

## Formazione
- Ghali – voce
- Bijan Amir – produzione
- Alessio Buso – ingegneria del suono
- Gigi Barocco – missaggio, mastering
- Dev – co-direzione musicale
- Mace – produzione artistica
- Venerus – coproduzione artistica

## Classifiche
| Classifica (2019)     | Posizione massima |
| --------------------- | ----------------- |
| Italia                | 5                 |
| Italia (indipendenti) | 5                 |